# Куннерсдорф

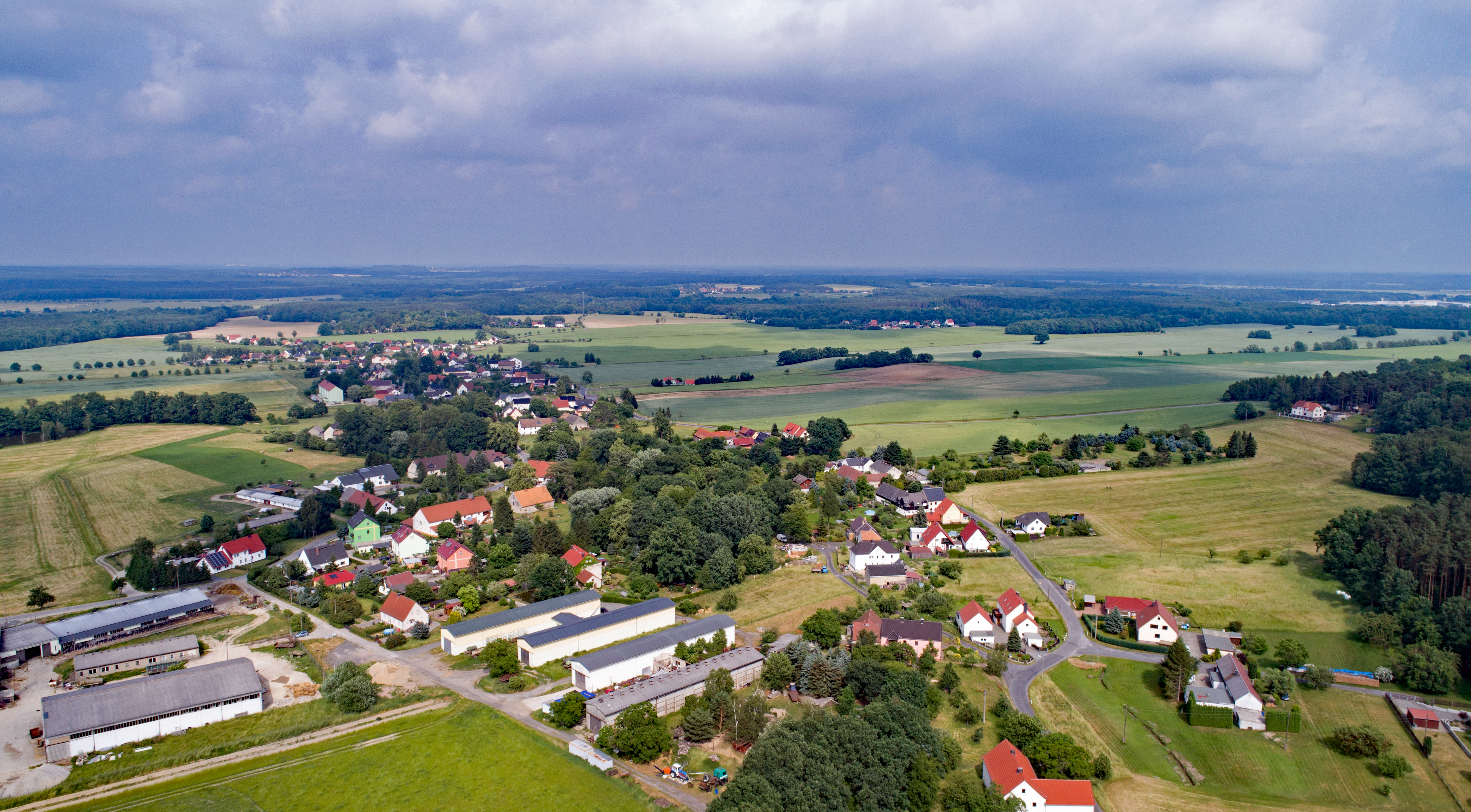

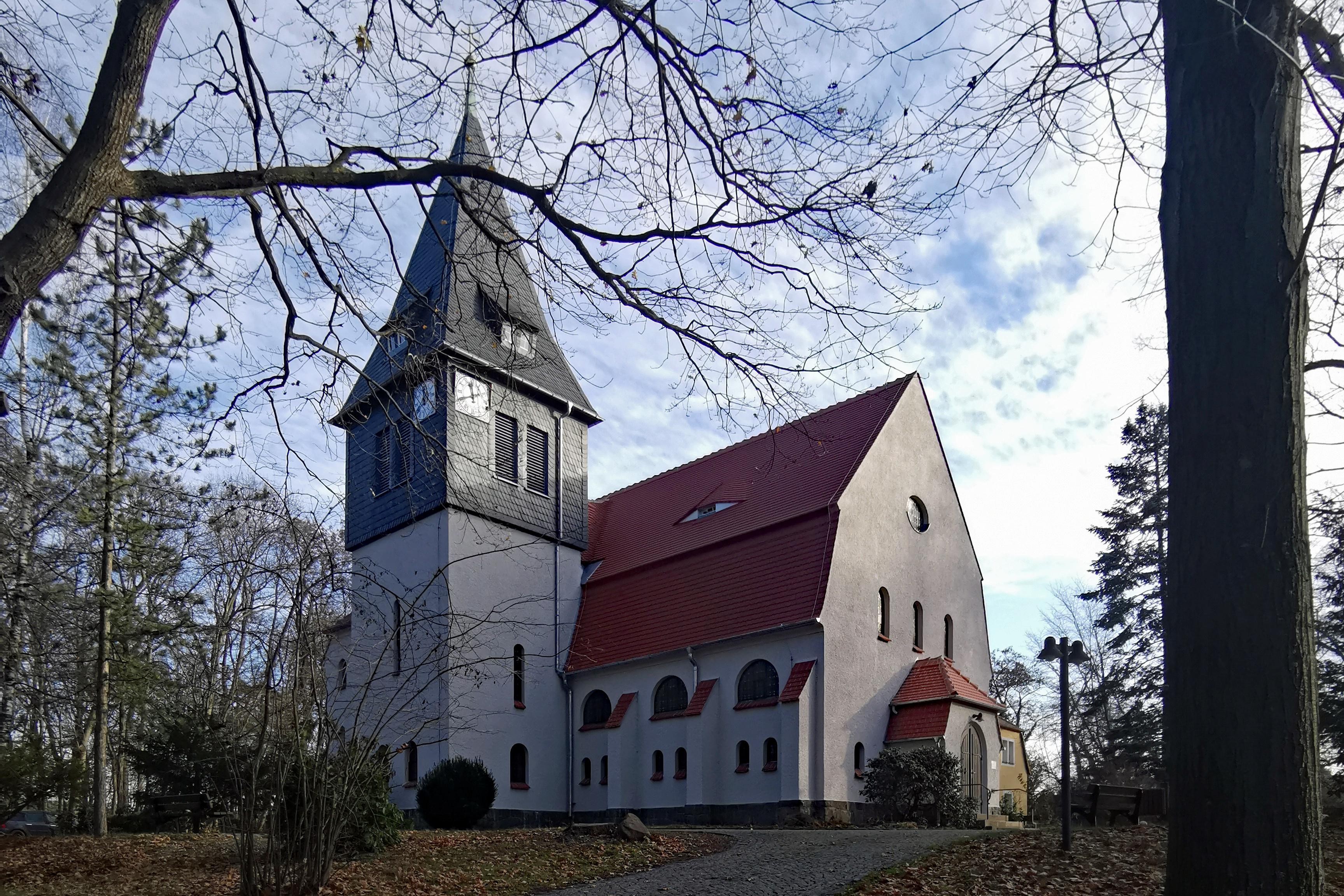

Куннерсдорф (нем. Cunnersdorf; серболужицкое наименование — Глинка в.-луж. Hlinka) — сельский населённый пункт в городских границах Каменца, район Баутцен, федеральная земля Саксония, Германия.

## География
Находится на северо-западе от Каменца. Около населённого пункта расположены холмы: на юго-востоке — Ротер-Берг (Roter Berg, высота 199 м.), на юге — Лайбницберг (Leibnitzberg, 201 м.) и на западе — Охсенберг (Ochsenberg, 205 м.). На севере находятся рыбоводческие пруды и на северо-востоке — биосферный заповедник «Пруды Била-Вайсиг».
На востоке проходит железнодорожная линия Зенфтенберг — Каменц и автомобильная дорога S94. Через деревню проходит с северо-востока на юго-запад автомобильная дорога K9271, которая соединяет дорогу S94 c дорогой S93, расположенной на юго-западе от деревни.
Соседние населённые пункты: на севере — деревни Штрасгребхен (Надрозна-Грабовка, в городских границах Бернсдорфа) и Хаусдорф (Вукецы, в городских границах Каменца), на северо-востоке — деревня Била (Бела, в городских границах Каменца), на юго-востоке — Каменц, на юге — деревня Либенау (Лубнёв, в городских границах Каменца), на юго-западе — деревня Рорбах (в городских границах Каменца), на западе — деревня Шёнбах (в городских границах Каменца) и на северо-западе — деревня Буллериц (Болерицы) коммуны Швепниц.

## История
Впервые упоминается в 1225 году под наименованием «Cunratesdorf». С 1994 года входила в состав коммуны Шёнтайхен, которая входила в границы Каменца. 1 января 2019 года коммуны Шёнтайхен была распущена в ходе административно-территориальной реформы и Брауна вошла в городские границы Каменца как самостоятельная сельская община.
Исторические немецкие наименования:
- Cunratesdorf, 1225
- Cunradisdorf, 1263
- Kunradisdorf, 1374
- Cunerstorff by Heynersdorff, 1430
- Cunerßdorff bey Camentz, 1508
- Cunnerßdorff, 1658
- Cunnersdorf b. Kamenz, 1875

## Население
| 1834 | 1871 | 1890 | 1910 | 1925 | 1939 | 1946 | 1950 | 1964 | 1990 | 2011 |
| ---- | ---- | ---- | ---- | ---- | ---- | ---- | ---- | ---- | ---- | ---- |
| 261  | 261  | 290  | 463  | 525  | 545  | 681  | 717  | 596  | 565  | 553  |